# Clement Vallandigham

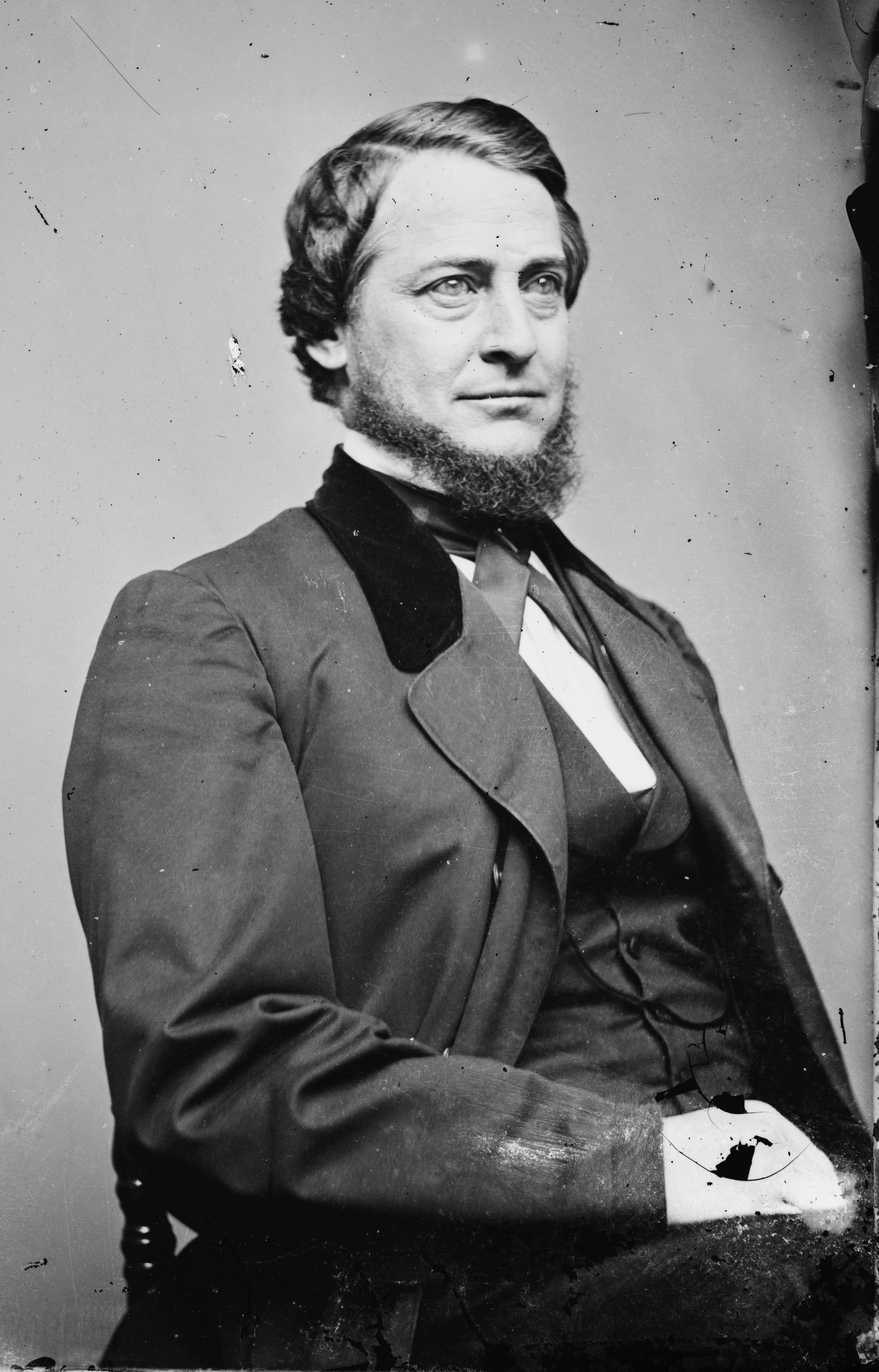
Clement Vallandigham

Clement Laird Vallandigham (* 29. Juli 1820 in New Lisbon, Ohio; † 17. Juni 1871 in Lebanon, Ohio) war ein US-amerikanischer Politiker. Zwischen 1858 und 1863 vertrat er den Bundesstaat Ohio im US-Repräsentantenhaus. Er war Anführer der Copperheads.

## Werdegang
Clement Vallandigham war der Onkel des Kongressabgeordneten John A. McMahon (1833–1923). Er besuchte eine von seinem Vater geleitete Schule und danach das Jefferson College in Canonsburg (Pennsylvania). Danach zog er für zwei Jahre nach Maryland, wo er an der Union Academy in Snow Hill unterrichtete. Seit 1840 lebte er wieder in seinem Geburtsort New Lisbon. Nach einem Jurastudium und seiner 1842 erfolgten Zulassung als Rechtsanwalt begann er in Dayton in diesem Beruf zu arbeiten. Gleichzeitig schlug er als Mitglied der Demokratischen Partei eine politische Laufbahn ein. In den Jahren 1845 und 1846 war er Abgeordneter im Repräsentantenhaus von Ohio. Zwischen 1847 und 1849 gab er die Zeitung Western Empire heraus. 1852 und 1854 kandidierte er noch erfolglos für das US-Repräsentantenhaus. In den Jahren 1856, 1864 und 1868 war er Delegierter zu den jeweiligen Democratic National Conventions.
Bei den Kongresswahlen des Jahres 1856 unterlag Vallandigham dem Amtsinhaber Lewis D. Campbell. Er legte aber gegen den Ausgang der Wahl Widerspruch ein. Nachdem diesem entsprochen worden war, konnte er am 25. Mai 1858 sein neues Mandat im Kongress antreten. Nach zwei Wiederwahlen konnte er dort bis zum 3. März 1863 verbleiben. Im Jahr 1862 wurde er nicht wiedergewählt. Seine Zeit als Kongressabgeordneter war von den Ereignissen des Bürgerkrieges geprägt.
Vallandigham war ein Gegner der Republikanischen Partei und von Präsident Abraham Lincoln. Er hielt mehrere Reden, in denen er Verständnis für die Position der Konföderierten Staaten zeigte. Wie diese war er für die Stärkung der Rechte der Einzelstaaten und gegen die Abschaffung der Sklaverei. In diesem Sinne verfasste er einen neuen Verfassungsentwurf, der naturgemäß auf wenig Resonanz in den Staaten der Union stieß. Schließlich wurde er nach dem Ende seiner Zeit als Kongressabgeordneter von den Militärbehörden als Verräter festgenommen und in die Konföderation ausgewiesen. Von dort ging er über Bermuda nach Kanada, wo er bis Juni 1864 im Exil lebte. Während dieser Zeit wurde er in Abwesenheit von seiner Partei als dann erfolgloser Kandidat für die Wahl zum Gouverneur nominiert. Zeitweise stand er auch in Kontakt mit Vertretern der konföderierten Regierung. Im Juni 1864 kehrte er nach Ohio zurück, wo er von seinen Gegnern weiterhin angefeindet wurde. Er war auch gegen die Ausweitung des Wahlrechts auf Afroamerikaner. Später modifizierte er seine diesbezüglichen Ansichten etwas. Im Jahr 1869 kandidierte er erfolglos für den US-Senat. Ansonsten praktizierte er wieder als Anwalt.
Clement Vallandigham starb am 17. Juni 1871 in Lebanon, Ohio, als er sich versehentlich selbst erschoss. Im Zuge der Vorbereitung auf einen Mordprozess, bei welchem er den Angeklagten verteidigen sollte, demonstrierte er dem Anwalt Andrew McBurney in einem Hotelzimmer, wie das Mordopfer sich selbst erschossen haben könnte. Dazu griff er zu einer Waffe, die er für entladen hielt. Der Angeklagte wurde im folgenden Prozess freigesprochen. Vallandigham wurde in Dayton beigesetzt.